# Karl Heinrich Wilhelm von Dieskau
Karl Heinrich Wilhelm von Dieskau, seit 1853 Freiherr von Dieskau, (* 26. Oktober 1797 in Danzig; † 26. Dezember 1857 in Brüssel) war ein belgischer Generalmajor deutscher Abstammung und Ehrenritter des Johanniterordens.

## Leben
Ein genealogischer Zusammenhang mit der sächsischen Adelsfamilie von Dieskau konnte in der Vergangenheit nicht erbracht, sondern nur aufgrund der Herkunft und des Wappens vermutet werden.
Karl Heinrich Wilhelm von Dieskau war der Sohn von Franz Heinrich von Dieskau (1750–1798) und dessen Ehefrau Charlotte von Osorowska (1772–1808) und wurde durch den Fürsten Heinrich LXII. von Reuß-Schleiz am 12. Februar 1853 in den Freiherrenstand erhoben. 
Er heiratete am 29. Juli 1839 in Brüssel Emilie Mertens (* 11. Januar 1816 in Brüssel; † 9. Juni 1872 in Görbersdorf). Das Paar hatte folgende Kinder:
- Oskar Karl Heinrich Freiherr von Dieskau (* 5. Juni 1840 Brüssel; † 18. März 1885), erhielt am 13. Februar 1864 in Berlin die Genehmigung zur Führung des Freiherrenstandes im Königreich Preußen, ⚭ 1882 Alice Rodewald (* 8. April 1854 New Orleans; † 19. Januar 1923 Neapel)
- Leopold Eduard Bernhard (* 3. August 1841 Brüssel; † 23. Mai 1909 Königstein im Taunus) ⚭ 1886 Alice Rodewald, Witwe seines Bruders Oskar
- Hulda Sofie Dorothea (* 25. Februar 1844 Brüssel) ⚭ 1864 Georg Blake-Oughterson
- Mathilde Anna Bertha (* 9. Dezember 1851 Brüssel)